# Lilaeopsis ruthiana
Lilaeopsis ruthiana är en flockblommig växtart som beskrevs av Affolter. Lilaeopsis ruthiana ingår i släktet kryptungesläktet, och familjen flockblommiga växter. Inga underarter finns listade i Catalogue of Life.